# Zoólito

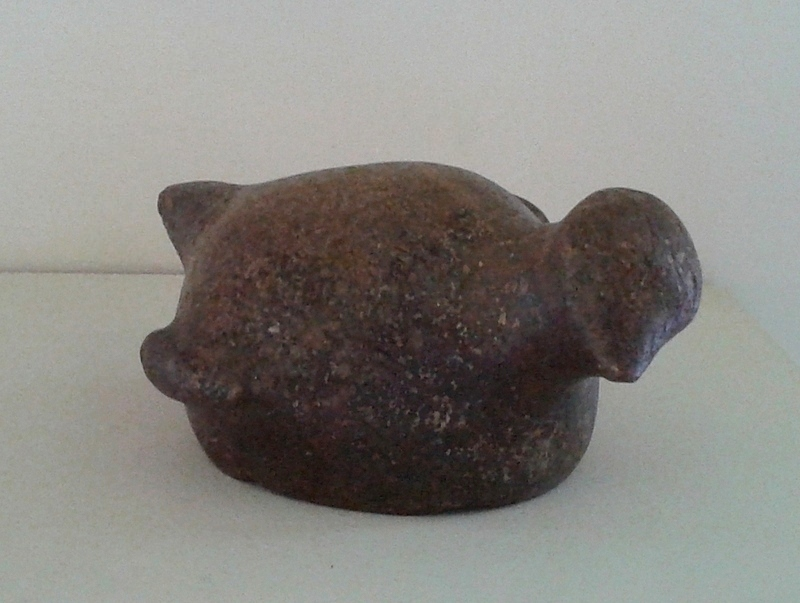
Zoólito em forma de ave, ora exibido no Museu Nacional do Rio de Janeiro.

Zoólito é um artefato arqueológico construído em pedra, cuja aparência se assemelha à um animal. Daí a origem do nome (zoo=animal, e lito=pedra). Geralmente são produzidos por culturas pré-históricas, como os povos sambaquieiros do Brasil. 
O termo é empregado à objetos arqueológicos que facilmente se assemelham a animais, mas também à outros objetos cuja referência à forma de animal é mais difícil de conceber, tendo uma forma mais geométrica ou abstrata. O termo também inclui objetos que se assemelham à figura humana, embora o termo correto para este tipo de artefato seja antropólito. 

## Ocorrências
As primeiras ferramentas, artefatos produzidos pela humanidade eram objetos de pedra que utilizavam para atividades como cortar, raspar, moer, quebrar semente, para triturar e também para sua defesa. Entre os artefatos mais comuns, estão as lâminas de machado, os raspadores, os furadores, e as lascas, pontas e fragmentos que restavam da preparação destes artefatos.
Os achados mais notáveis estão na América do Sul, principalmente no Brasil, onde foram encontrados zoolitos em forma de peixe e outros animais, principalmente nos sítios arqueológicos de sambaquis.

## Galeria
Na galeria abaixo, constam alguns zoólitos ora exibidos no Museu Nacional do Rio de Janeiro 

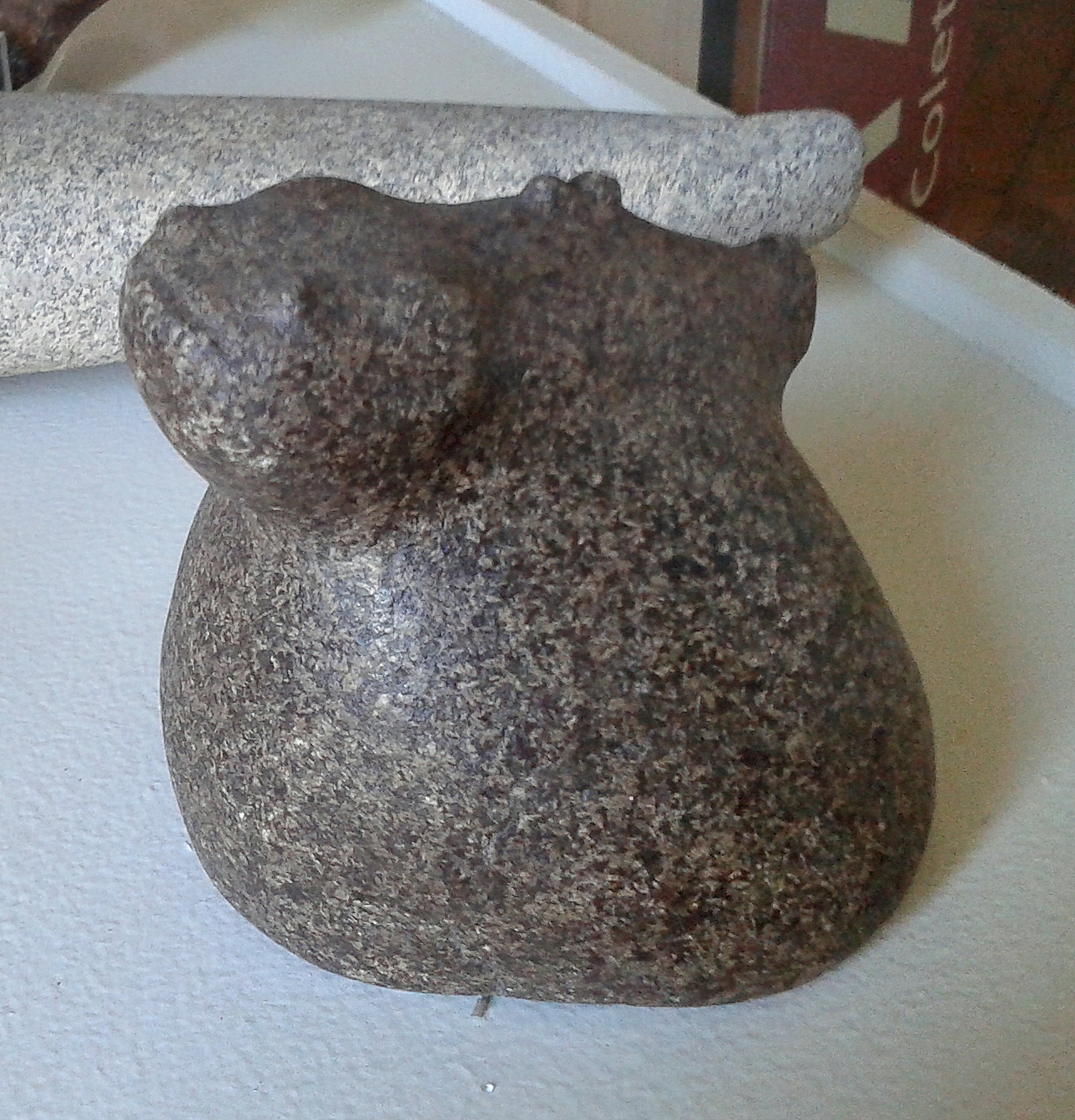
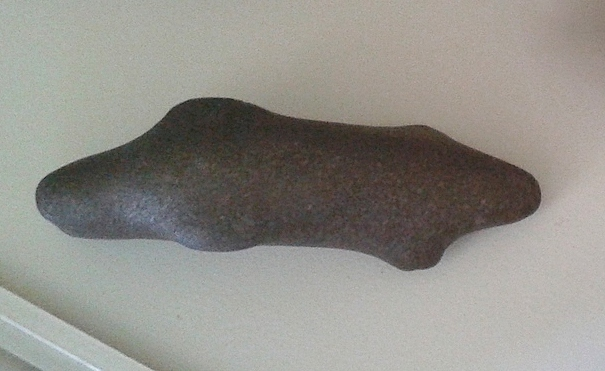
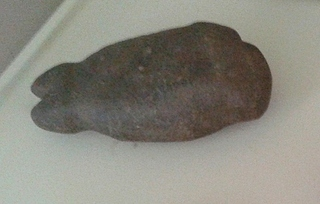
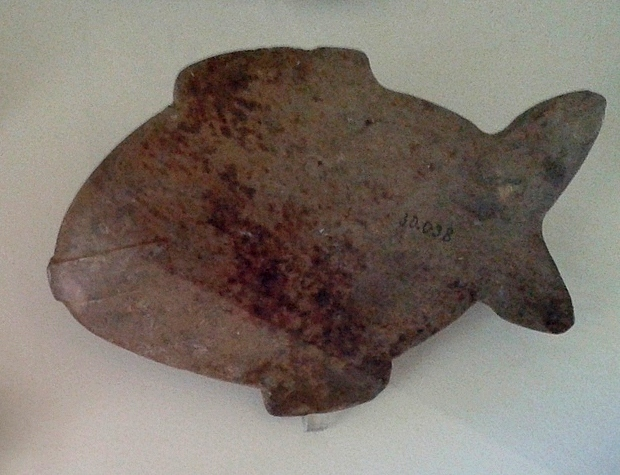
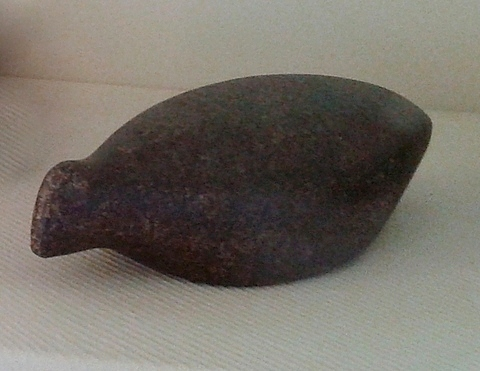
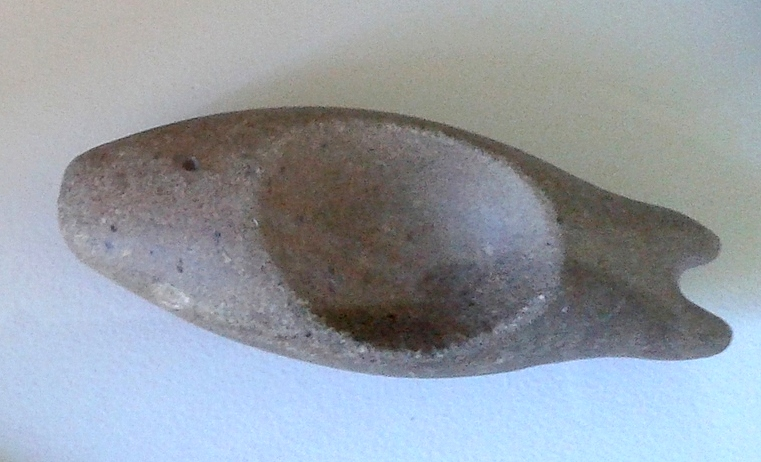
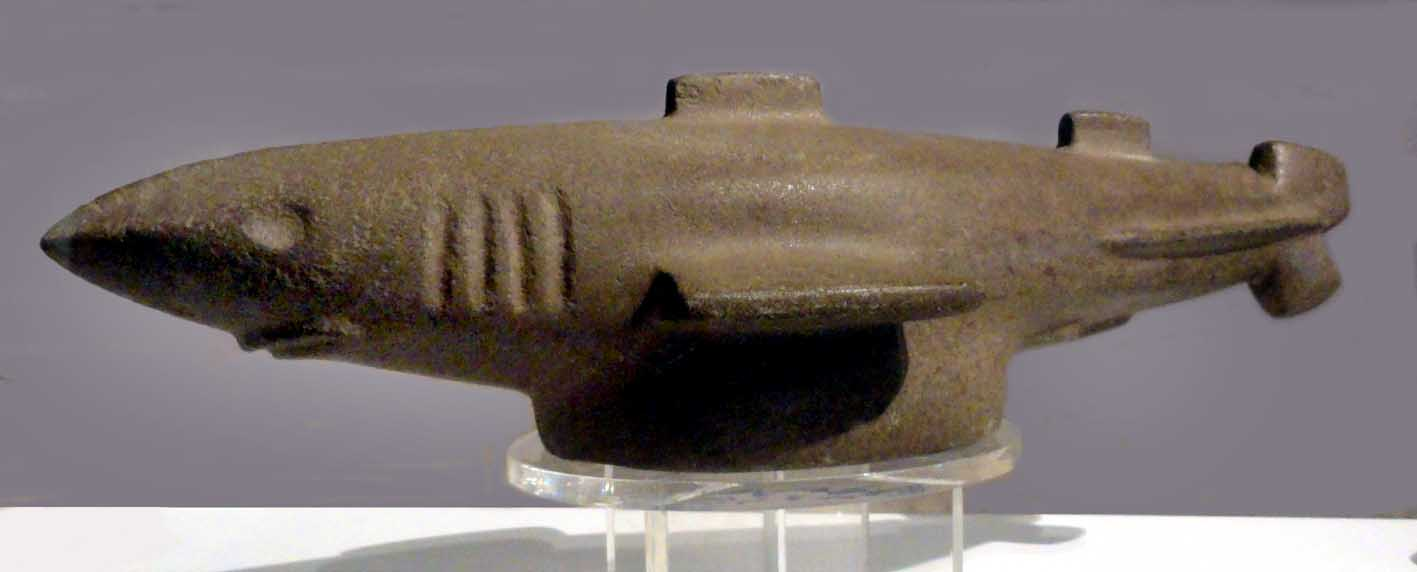
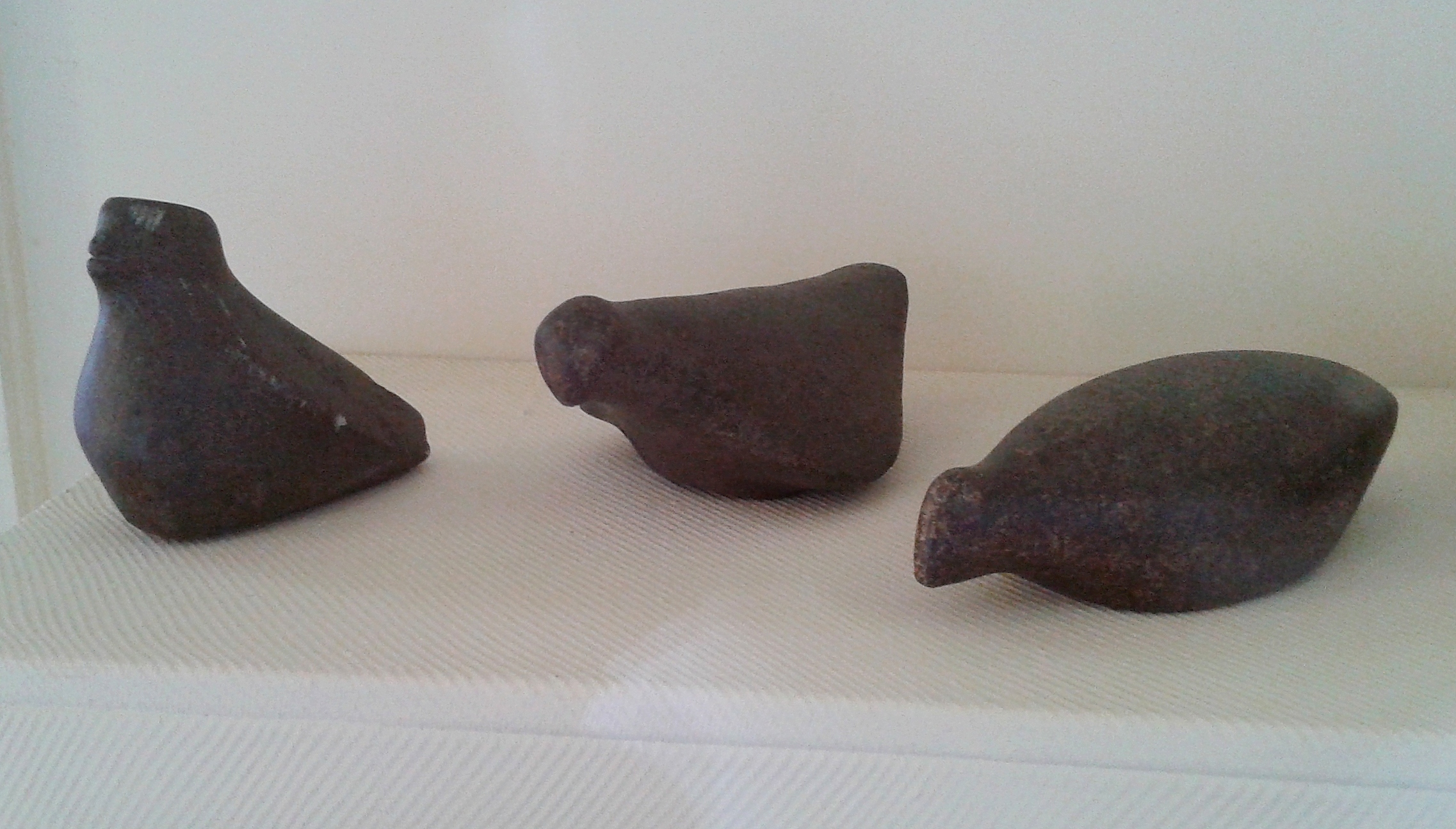
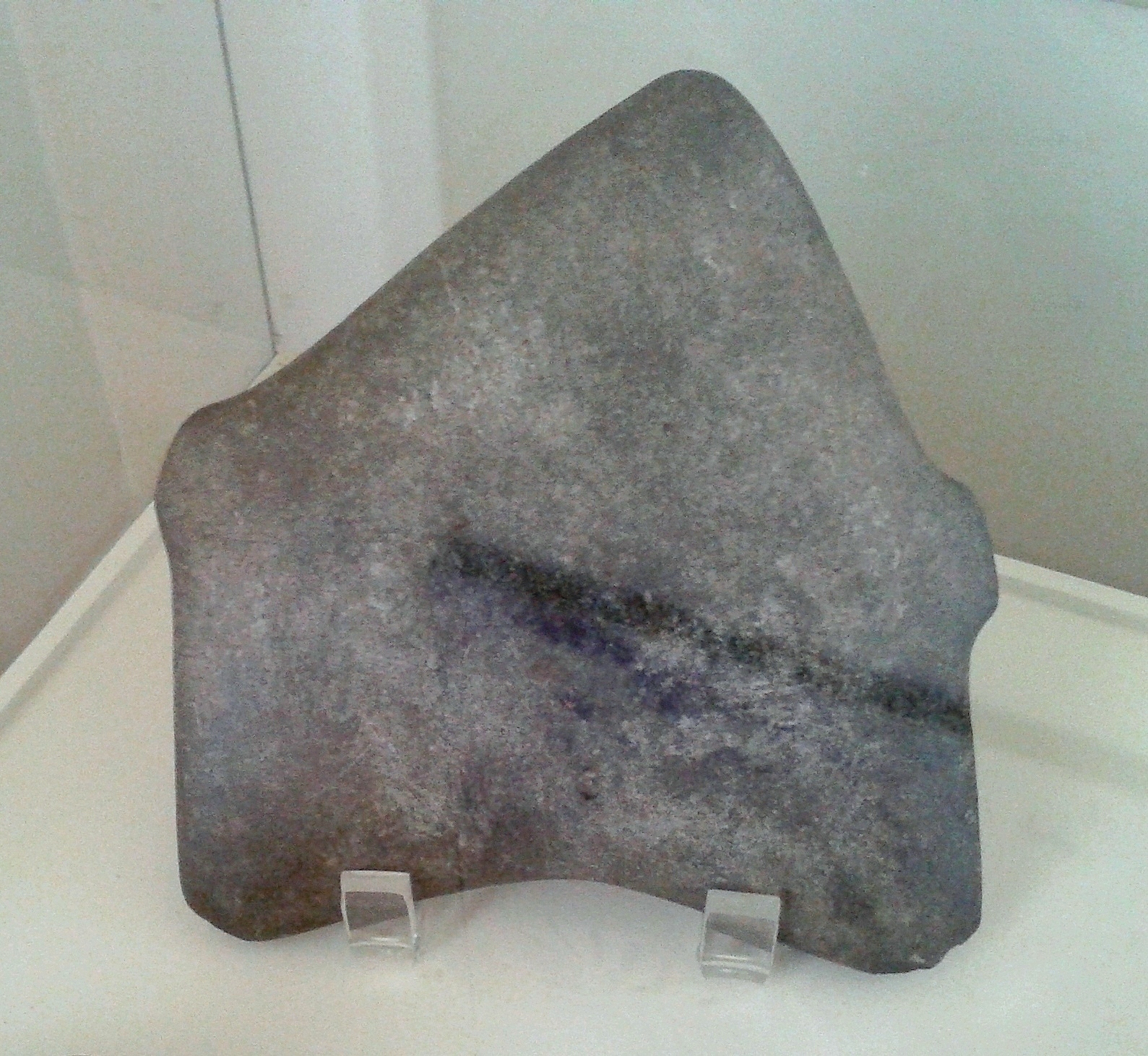